# Criterio di convergenza di Cauchy
Il criterio di convergenza di Cauchy è un teorema di analisi matematica che fornisce le condizioni necessarie e sufficienti per l'esistenza del limite per una successione di numeri reali o complessi (o, più in generale, per una successione a valori in uno spazio metrico completo).
Oltre al risultato principale, vi sono numerosi criteri di convergenza applicabili in situazioni diverse (serie, funzioni, successioni e serie di funzioni, ecc.), che sono a loro volta chiamati criteri di Cauchy per la somiglianza concettuale.

## Criterio di Cauchy per le successioni
Il criterio di convergenza di Cauchy asserisce che una successione {\displaystyle \{a_{n}\}} di numeri reali ha limite finito se e solo se è di Cauchy. In altre parole, se e solo se per ogni {\displaystyle \varepsilon >0} esiste {\displaystyle N} tale che {\displaystyle |a_{n}-a_{m}|<\varepsilon } per ogni {\displaystyle n,m>N}.
Una successione convergente è sempre di Cauchy, in ogni contesto. La proprietà essenziale che garantisce l'implicazione opposta è la completezza dei numeri reali.

### Dimostrazione
Innanzitutto proviamo che se {\displaystyle \{a_{n}\}} converge allora è di Cauchy. Per ipotesi,
{\displaystyle \lim _{n\to \infty }a_{n}=a}
cioè per ogni {\displaystyle \varepsilon >0} esiste {\displaystyle N} tale che 
{\displaystyle |a_{n}-a|<\varepsilon }
per ogni {\displaystyle n>N}. Dalla disuguaglianza triangolare si ricava:
{\displaystyle |a_{n}-a_{m}|\leq |a_{n}-a|+|a_{m}-a|<2\varepsilon }
per ogni coppia {\displaystyle n} e {\displaystyle m} di numeri maggiori di {\displaystyle N}. Poiché {\displaystyle 2\varepsilon } è "piccolo a piacere", ne segue che {\displaystyle \{a_{n}\}} è una successione di Cauchy.
Mostriamo l'implicazione inversa. Sia {\displaystyle \{a_{n}\}} di Cauchy. Una tale successione è necessariamente limitata. Quindi è contenuta in un intervallo chiuso {\displaystyle [-R,R]} per {\displaystyle R} sufficientemente grande. Questo intervallo è un insieme chiuso e limitato di {\displaystyle \mathbb {R} }: un tale insieme di {\displaystyle \mathbb {R} } è compatto per il teorema di Heine-Borel (la completezza di {\displaystyle \mathbb {R} } è fondamentale per ottenere questo risultato). 
Poiché la successione {\displaystyle \{a_{n}\}} è contenuta in un compatto, esiste una sottosuccessione {\displaystyle \{a_{n_{k}}\}} convergente ad un certo limite {\displaystyle a}. Dalla definizione di limite, per ogni {\displaystyle \varepsilon >0} esiste {\displaystyle N} tale che 
{\displaystyle |a_{n_{k}}-a|<\varepsilon }
per ogni {\displaystyle n_{k}>N}. Poiché {\displaystyle \{a_{n}\}} è una successione di Cauchy, esiste {\displaystyle N'} tale che 
{\displaystyle |a_{n}-a_{m}|<\varepsilon }
per ogni {\displaystyle n,m>N'}. Quindi
{\displaystyle |a_{n}-a|\leq |a_{n}-a_{n_{k}}|+|a-a_{n_{k}}|<2\varepsilon }
per ogni {\displaystyle n} maggiore di {\displaystyle \max\{N,N'\}.}

## Criterio di Cauchy per i limiti di funzioni
Sia {\displaystyle f} una funzione reale definita in un insieme {\displaystyle X\subseteq \mathbb {R} } e sia {\displaystyle x_{0}} un punto di accumulazione di {\displaystyle X} (eventualmente infinito). Allora  {\displaystyle \lim _{x\rightarrow x_{0}}f(x)} esiste ed è reale se e solo se per ogni {\displaystyle \varepsilon >0} esiste un intorno {\displaystyle V} di {\displaystyle x_{0}} tale che:
{\displaystyle |f(t_{1})-f(t_{2})|<\varepsilon }
per ogni coppia di reali {\displaystyle t_{1},t_{2}\in X\cap V} e diversi da {\displaystyle x_{0}}.

## Criterio di Cauchy per l'integrale improprio
Dal precedente criterio per i limiti di funzioni, discende il seguente criterio.
Sia {\displaystyle f:]a,b]\to \mathbb {R} } una funzione integrabile secondo Riemann in ogni sottointervallo chiuso contenuto in {\displaystyle ]a,b]}. Allora {\displaystyle f} è integrabile in senso improprio in {\displaystyle ]a,b]} se e solo se per ogni {\displaystyle \varepsilon >0} esiste un intorno {\displaystyle U} di {\displaystyle a} tale che
{\displaystyle \left|\int _{t_{1}}^{t_{2}}f(x)dx\right|<\varepsilon }
per ogni {\displaystyle t_{1},t_{2}\in ]a,b]\cap U}.

## Criterio di Cauchy per le serie numeriche
Adattando il discorso alle serie, si può enunciare questo criterio, corollario immediato dell'enunciato precedente. Una serie {\displaystyle \sum _{n=0}^{+\infty }a_{n}} a valori reali è convergente se e solo se per ogni {\displaystyle \varepsilon >0} esiste un {\displaystyle n_{\varepsilon }} tale che per ogni {\displaystyle n>n_{\varepsilon }} e per ogni {\displaystyle p} in {\displaystyle \mathbb {N} } vale che {\displaystyle |a_{n+1}+..+a_{n+p}|<\varepsilon }.
Infatti il termine compreso dentro il valore assoluto non è altro che {\displaystyle |s_{n+p}-s_{n}|}, dove {\displaystyle \{s_{n}\}} è la successione delle somme parziali.

## Successioni di funzioni
Criteri di convergenza analoghi valgono anche per le successioni di funzioni.

### Criterio di Cauchy per la convergenza puntuale
Sia {\displaystyle \{f_{n}(x)\}} una successione di funzioni definite in un insieme {\displaystyle A\subseteq \mathbb {C} }. Essa converge puntualmente in {\displaystyle B\subseteq A}se e solo se per ogni {\displaystyle x\in B} e per ogni {\displaystyle \varepsilon >0} esiste un indice {\displaystyle \nu \in \mathbb {N} } tale che:
{\displaystyle |f_{n}(x)-f_{m}(x)|<\varepsilon }
per ogni {\displaystyle n,m>\nu }.
In questa definizione, l'indice {\displaystyle \nu } dipende sia dalla scelta del punto {\displaystyle x}, sia dalla scelta di {\displaystyle \varepsilon }.

### Criterio di Cauchy per la convergenza uniforme
Sia {\displaystyle \{f_{n}(x)\}} una successione di funzioni definite in un insieme {\displaystyle A\subseteq \mathbb {C} }. Essa converge uniformemente in {\displaystyle B\subseteq A} se e solo se per ogni {\displaystyle \varepsilon >0} esiste un indice {\displaystyle \nu \in \mathbb {N} } tale che:
{\displaystyle |f_{n}(x)-f_{m}(x)|<\varepsilon }
per ogni {\displaystyle n,m>\nu } e ogni {\displaystyle x\in B}.
Come ci si aspetta dalla nozione di convergenza uniforme, in questo caso l'indice {\displaystyle \nu } dipende solamente dalla scelta di {\displaystyle \varepsilon }.

## Serie di funzioni
Dall'applicazione dei due precedenti criteri sulle successioni di funzioni alla successione delle somme parziali di una serie di funzioni si ottengono immediatamente i due seguenti criteri di convergenza.

### Criterio di Cauchy per la convergenza puntuale
Sia {\displaystyle \sum _{n=0}^{+\infty }f_{n}(x)} una serie di funzioni definite in un insieme {\displaystyle A\subseteq \mathbb {C} }. Essa converge puntualmente in {\displaystyle B\subseteq A} se e solo se per ogni {\displaystyle x\in B} e per ogni {\displaystyle \varepsilon >0} esiste un indice {\displaystyle \nu \in \mathbb {N} } tale che:
{\displaystyle |f_{n+1}(x)+f_{n+2}(x)+...+f_{n+p}(x)|<\varepsilon }
per ogni {\displaystyle n>\nu } (ε,x) e ogni naturale {\displaystyle p>0}.

### Criterio di Cauchy per la convergenza uniforme
Sia {\displaystyle \sum _{n=0}^{+\infty }f_{n}(x)} una serie di funzioni definite in un insieme {\displaystyle A\subseteq \mathbb {C} }. Essa converge uniformemente in {\displaystyle B\subseteq A} se e solo se per ogni {\displaystyle \varepsilon >0} esiste un indice {\displaystyle \nu \in \mathbb {N} } tale che:
{\displaystyle |f_{n+1}(x)+f_{n+2}(x)+...+f_{n+p}(x)|<\varepsilon }
per ogni {\displaystyle n>\nu }( ε)  e ogni naturale {\displaystyle p>0}.

## Prodotti infiniti
Esiste anche un analogo del criterio di Cauchy per la convergenza di un prodotto infinito.
Il prodotto infinito
{\displaystyle \prod _{n=1}^{+\infty }a_{n}}
converge se e solo se per ogni {\displaystyle \varepsilon >0} esiste {\displaystyle \nu } tale che:
{\displaystyle |a_{n+1}a_{n+2}\cdot \cdot \cdot a_{n+p}-1|<\varepsilon }
per ogni {\displaystyle n>\nu } e ogni naturale {\displaystyle p>0}.